# Henrik Saxgren
Henrik Saxgren (født 1. april 1953 i Randers) er en dansk fotograf og forfatter.
Saxgren er uddannet reklamefotograf i sin fødeby 1974, men skippede hurtigt reklamen til fordel for reportagefotografiet. Han har udgivet en snes bøger og var i 1979 medstifter af den socialdokumentariske fotogruppe 2. maj og fra 1985 til 1991 billedredaktør på Månedsbladet Press.
Henrik Saxgren har bl.a. lavet fotoreportager fra Sovjet, USA, Nicaragua, Sydkorea, Filippinerne, Israel, Vestbredden, Gaza, Tjekkoslovakiet, Rumænien og det nordlige Grønland.
Henrik Saxgren blev sammen med 13 andre danske fotografer udvalgt til det store projekt Danmark under forvandling, der udmøntede sig i trebindsværket Herfra hvor vi står og flere udstillinger i 2010.
Saxgren var fotograf ved Solvognens happening i Rebild Bakker 1976. Han var i en periode politisk aktiv i Venstresocialisterne og var med til (sammen med Preben Wilhjelm) at  lave Venstresocialisternes valgfilm.
I 1980'erne dokumenterede han contraernes aktiviteter i Nicaragua og fotograferede BZ'ernes aktioner i København. I 1985 fotograferede han BZ-aktionen på Københavns Rådhus, hvor han sammen med BZ'ere blev anklaget for ulovlig indtrængen på overborgmester Egon Weidekamps kontor samt hærværk, tyveri og frihedsberøvelse ved at sømme dørene til. Sagen endte i Højesteret, hvor Saxgren blev frikendt for alle alvorlige anklager. Han fik dog en række dagbøder for at krænke privatlivets fred.
- Henrik Saxgren ved fotoudstilling på kunstmuseet HEART 2022
- Foto: Hreinn Gudlaugsson
- Foto: Hreinn Gudlaugsson
- Foto: Hreinn Gudlaugsson
- Foto: Hreinn Gudlaugsson

## Bøger
- Lokummet brænder!. Om BZ'ernes konflikter med Ungbo, politi og politikere september 1986. Tekst af Tine Bryld og Jacob Reddersen. Gyldendal 1987.
- Verschwindende Landschaften. DuMont Buchverlag 2008. Med Edward Burtynsky, Joel Sternfeld, Thomas Struth og Hiroshi Sugimoto.
- Herfra hvor vi står. Gyldendal 2010. Med Peter Brandes, Krass Clement, Mads Gamdrup, Astrid Kruse Jensen, Kirsten Klein og Trine Søndergaard.
- Uden for myldretid – Kunstneriske skildringer af Danmarks yderområder. Med Christina Capetillo, Carsten Ingemann og Torben Eskerod. Bag i bogen  er der en QR-kode til filminstruktør Steen Møller Rasmussens filmiske portrætter af de fire fotografer. Bornholms Kunstmuseum/Realdania 2013.ISBN 978-87-995617-7-3
- Danmark. Med Svend Skovmand. Forlaget Hedeskov 1988.
- Knægten har jo ret. Med Jeannot Huyot. Borgens Forlag 1975.
- Snedronningen. Med Ib Michael. Tiderne Skifter 1982.
- Tid – om fotojournalistik. Skrevet af Henrik Saxgren, illustreret af et udvalg af Verdens bedste fotografer. Amanda, Aarhus 1990. ISBN 87-89537-02-5, 87-7704-108-9
- P.O.V. Gyldendal, 1996. ISBN 87-00-25318-9
- Pylonia. Gyldendal 2000.
- Landet uden fædre". Oprindelig titel Solomons House. Aperture 2000. Gyldendal 2000. ISBN 87-00-48438-5
- Eftersyn. Erindringer fra drengetiden i Randers til starten på karrieren som fotograf. Gyldendal 2003. ISBN 87-02-02459-4
- Krig og Kærlighed – Om indvandringen i Norden. Gyldendal 2006. ISBN 87-02-02472-1
- Unintended Sculptures. Med engelsk tekst af Bill Kouwenhoven og Timothy Persons. Hatje Cantz, Tyskland 2009. ISBN 978-3-7757-2501-9
- Syd for Danmark - Et blik på Lolland-Falster". Med tekst af Niels Jacob Andersen. Aristo 2012. ISBN 978-87-91984-22-8
- Bus fra Bagdad. Gyldendal 2012. ISBN 978-87-02-13671-5
- Hybrid – med andre øjne. Portrætfotos af 12-13 års børn, der har fået mulighed for at sminke sig til en anden etnisk eller kønslig identitet. Fotograf og redaktør: Henrik Saxgren. Idé: Morten Nielsen. Tekster af Lars Henrik Schmidt. Ny Carlsberg Glyptotek 2013.ISBN 978-87-7452-333-8
- Ultima Thule. Billeder og beretninger fra syv rejser i Nordøstgrønland fra april 2014 til september 2016. Gyldendal 2017. ISBN 9788702238594

Henrik Saxgren har sammen med kunsthistorikeren Hans Edvard Nørregård-Nielsen beskrevet Tøndermarsken i billeder og tekst. Gyldendal 2019. ISBN 9788702282641

## Udstillinger
- 1974: Vi kender dem, men hvad laver de? Randers, Danmark
- 1990: 10 years of revolution, Grand Hotel, Managua, Nicaragua
- 1993: 25 Portrætter, National Galleriet, Frederiksborg Museet
- 1995: Snails Without Shelters',' UN Social Summit, København
- 1997: Déjà vu, Museet for Fotokunst, Brandts, Odense, Danmark
- 1998: Déjà vu, MIRA Gallery, Stockholm, Sweden
- 1998: Point Of View, Walter Reed Gallery, Lincolncenter, New York, USA
- 1999: Snails Without Shelters, Galleri Kontrast, Stockholm, Sverige
- 2000: Solomons House, Danmarks Ambassade, Managua, Nicaragua
- 2000: Solomons House, Visa d’Or, Perpignan, Frankrig
- 2001: Solomons House, Narden Fotofestival, Amsterdam, Holland
- 2001: State Of Mind, Fotografisk Center, København
- 2002: Krigens Landskaber, Portalen, Greve, Danmark
- 2002: Krigens Landskaber, Øksnehallen, København
- 2002: Landscapes of War, Palais für Aktuelle Kunst, Glückstadt, Germany.
- 2003: Eftersyn, Frederiksborg Museet, Danmark
- 2003: Voodoo! (med Abbas). World Museum, Rotterdam, Holland
- 2003: Krigens Landskaber, Esbjerg Bibliotek, Danmark.
- 2004: Landscapes of War, Superdanish', Habourfrontcenter, Toronto, Canada
- 2004: Time Check, Danish Cultural Institute, Edinburgh, Scotland
- 2004: Voodoo', 'Superdanish',' Pikto Gallery, Toronto, Canada
- 2004: Point of View, Trappegalleriet, Huset, Aarhus.
- 2006: Krig og kærlighed, Finnish Museum of Photography, Helsinki, Finland.
- 2006: Krig og kærlighed, Øksnehallen, København, Danmark
- 2006: Krig og kærlighed', Hasselblad Center, Göteborg, Sverige
- 2006: Krig og kærlighed', Aarhus Kunstbygning, Danmark
- 2007: War and Love, Kulturhuset, Stockholm, Sverige
- 2008: War and Love, Stenersenmuseet, Oslo, Norge
- 2009: Unintended Sculptures',' Det Nationale Fotomuseum, København
- 2009: War and Love, Gallery Harmonia, Jyväskylä, Finland
- 2010: Unintended Sculptures, De Frog Gallery, Houston, USA.
- 2011: Krig og kærlighed, Katuaq, Nuuk, Grønland
- 2012: Brikby County, Copenhagen Photofestival
- 2012: Unintended Sculptures, CCA Kunsthalle, Andrach, Spanien
- 2013: HYBRiD, Glyptoteket, København
- 2013: Lys over Lolland, Reventlow-museet, Lolland.
- 2014: Beyond the Rush, Rundetårn, København
- 2014: Solomons House, Museumsbygningen, København
- 2016: 76 grader Nord, Hans Alf Gallery, København

## Samlinger med værker af Henrik Saxgren
- AroS Kunstmuseum, Aarhus
- Skagen Museum
- Hasselblad Fondation, Göteborg, Sweden
- Museet for Fotokunst, Odense
- Frederiksborg Museum,Hillerød
- Noorderlight Photography Gallery, Holland
- Ny Carlsbergfondet, Denmark.
- Statens Kunstfond.
- Det Nationale Fotomuseum

## Priser & udmærkelser
- Kristian Dahls Mindelegat, 1982
- Døssingprisen, 1985
- Photographer Of The Year, Denmark, 1985
- Photographer Of The Year, Denmark, 1988
- The Top One Hundred Photographers, Maine, USA, 1995
- Jyllands Postens Kulturlegat, 1995
- Nationalbankens Jubilæumsfond, 1996
- Ny Carlsbergfondet 1996
- Kulturministeriet 1998
- Hasselblad Fondation 1998
- Statens Kunstfond 1998
- Ny Carlsbergfondet 2000
- Statens Kunstfond, 2000
- Carsten Nielsen Prisen, Dansk Journalistforbund, 2000
- Statens Kunstfond 2001
- Hasselblad Fonden 2002
- Nordisk Råds Kunstfond 2002
- Social – & Integrationsministeriets Pris 2004
- LO’s Kulturfond 2004
- Velux Fonden 2004
- Fogtdals rejselegat til fotografer 2006
- Martin Andersen Nexø-prisen 2006
- BG Banks Bogpris 2007
- Fotogratula Prisen 2016
- Dansk Fotografis Hæderspris, 2017
- Vibenhusfondens legat 2018
- Deutscher Fotobuchpreis 2018